# Horofunction
數學上，horofunction是定義在一個完備度量空間X上的函數，是X上的距離函數的極限。horofunction是米哈伊爾·格羅莫夫將Busemann function推廣而引入的概念。

## 定義
設(X,d)為完備度量空間。取基點{\displaystyle o\in X}。對任一點{\displaystyle x\in X}，定義距離函數
{\displaystyle d_{x}(y)=d(x,y)-d(y,o)}
這個函數連續，因此在X的連續函數空間C(X)中。在空間C(X)中賦以sup範數，建立{\displaystyle X\to C(X)}的映射
{\displaystyle x\mapsto d_{x}}
易知這個映射是等距嵌入，稱為Kuratowski嵌入。
考慮商空間{\displaystyle C'=C(X)/\{{\textrm {constantfunctions}}\}}，並以在X中的有界集上一致收斂作為拓撲。把C(X)投射到C'，得到從X到{\displaystyle C'}中的嵌入。這個嵌入不依賴於基點o。
設X是可數緊緻的。定義{\displaystyle {\overline {X}}_{h}}為X在{\displaystyle C'}中的閉包，則{\displaystyle {\overline {X}}_{h}}稱為X的horofunction緊緻化（horofunction compactification）。又定義邊界{\displaystyle \partial _{h}X={\overline {X}}_{h}\setminus X}，則{\displaystyle \partial _{h}X}稱為X的horofunction邊界（horofunction boundary）。一個連續函數{\displaystyle h\in C(X)} 稱為horofunction ，如果h投射到{\displaystyle C'}的像b是在{\displaystyle \partial _{h}X}內。稱h是以b為中心的horofunction。集合{\displaystyle h^{-1}(-\infty ,c)\in X}稱為開horoball，而{\displaystyle h^{-1}(c)}則稱為horosphere。